# Società Sportiva Atletico Leonzio 1988-1989
Questa voce raccoglie le informazioni riguardanti  la Società Sportiva Atletico Leonzio nelle competizioni ufficiali della stagione 1988-1989.

## Rosa
| N. |                   | Ruolo | Calciatore             |
| -- | ----------------- | ----- | ---------------------- |
|    | Italia (bandiera) | A     | Antonio Arena          |
|    | Italia (bandiera) | C     | Nicola Aurisano        |
|    | Italia (bandiera) | C     | Sebastiano Basile      |
|    | Italia (bandiera) | C     | Fabio Battaglia        |
|    | Italia (bandiera) | C     | Sebastiano Cantone     |
|    | Italia (bandiera) | A     | Salvatore Cuscunà      |
|    | Italia (bandiera) | P     | Alessandro Garofalo    |
|    | Italia (bandiera) | C     | Salvatore Gruttadauria |
|    | Italia (bandiera) | D     | Vincenzo Iossa         |
|    | Italia (bandiera) | D     | Vito Iuculano          |
|    | Italia (bandiera) |       | Maccarone              |
|    | Italia (bandiera) | D     | Antonino Micalizzi     |

| N. |                   | Ruolo | Calciatore                |
| -- | ----------------- | ----- | ------------------------- |
|    | Italia (bandiera) | C     | Nicola Palermo            |
|    | Italia (bandiera) | P     | Giovanni Pescarella       |
|    | Italia (bandiera) | C     | Giovanni Pecoraro         |
|    | Italia (bandiera) | C     | Andrea Perotti Casagrande |
|    | Italia (bandiera) | D     | Sebastiano Pincio         |
|    | Italia (bandiera) | A     | Marcello Pitino           |
|    | Italia (bandiera) | D     | Francesco Santoro         |
|    | Italia (bandiera) | C     | Vito Sinopoli             |
|    | Italia (bandiera) | D     | Andrea Stimpfl            |
|    | Italia (bandiera) | A     | Luigi Tabita              |
|    | Italia (bandiera) | C     | Giuseppe Tramontana       |